# Turalei
Turalei – miasto w Sudanie Południowym, stolica stanu Twic. Liczy 4646 mieszkańców (szacunek 2013).